# Max Weinberg
Max Weinberg, född 13 april 1951 i Newark, New Jersey, är en amerikansk musiker. Weinberg är trumslagare i Bruce Springsteens kompband E Street Band sedan 1974 då han efterträdde Ernest "Boom" Carter.
1993 blev Weinberg kapellmästare för Max Weinberg 7 i TV-programmet Late Night with Conan O'Brien. Han följde med O'Brien när denne 2009 tog över The Tonight Show. Detta innebar att Weinberg, för första gången sedan han anslöt sig 1974, ej medverkade vid ett antal spelningar med E Street Band under Springsteens Working on a Dream Tour. Ersättare blev Weinbergs son Jay Weinberg.
Weinberg har även spelat som studiomusiker, bland annat på Meat Loaf och Jim Steinmans album Bat Out of Hell från 1977. 
Weinberg är far till Jay Weinberg som 2014-2023 var trummis i nu-metal bandet Slipknot (2015).